# 서울 파발 FC
서울 파발 FC(Seoul Pabal Football Club)는 대한민국 서울특별시에 있었던 축구 선수단이다. 청구성심병원이 운영했던 아마추어 축구단이며, 2002년 5월에 창단되고 2009년 1월에 해단되었다. K3리그 소속으로 은평구립축구장을 홈 경기장으로 사용했다. 2008년 3월에 명칭을 기존의 '서울 은평 청구성심병원 FC'에서 '서울 파발 FC'로 변경했다. 2008년 11월 8일 K3리그 경기 등에서의 승부 조작으로 인해 소속 선수가 구속되었다. 결국 소속 선수가 승부 조작에 연루되어 자진 해단을 결정했다.

## 시즌 결과
| 시즌 | 리그        | 순위 | 경기 | 승 | 무 | 패 | 실 | 승점 | FA컵 | 기타 | 감독   |
| ---- | ----------- | ---- | ---- | -- | -- | -- | -- | ---- | ---- | ---- | ------ |
| 2007 | K3리그 전기 | 10   | 9    | 1  | 1  | 7  | 11 | 24   | 4    |      | 배형렬 |
| 2007 | K3리그 후기 | 8    | 9    | 2  | 1  | 6  | 8  | 14   | 7    |      | 배형렬 |
| 2007 | K3리그 통합 | 9    | 18   | 3  | 2  | 13 | 19 | 38   | 12   |      | 배형렬 |
| 2008 | K3리그 전기 | 10   | 15   | 7  | 1  | 7  | 38 | 27   | 22   |      | 배형렬 |
| 2008 | K3리그 후기 | 14   | 14   | 1  | 4  | 9  | 22 | 46   | 7    |      | 배형렬 |
| 2008 | K3리그 통합 | 12   | 29   | 8  | 5  | 16 | 60 | 73   | 29   |      | 배형렬 |

## 같이 보기
- 청구성심병원